# ميتابيكبريتيت البوتاسيوم
ميتابيكبريتيت البوتاسيوم (أو ميتابيسلفيت البوتاسيوم) مركب كيميائي صيغته K2S2O5، ويوجد على شكل صلب بلوري أبيض اللون.

## التحضير
يحضر أيون ميتابيكبريتيت عادةً إما من
1) حدوث تفاعل تكاثف (نزع جزيء ماء) على بيكبريتيت البوتاسيوم؛ أو
2) تفاعل ثنائي أكسيد الكبريت مع كبريتيت البوتاسيوم في وسط قلوي من البوتاس الكاوي.
(1) {\displaystyle \mathrm {2\ HSO_{3}^{-}\rightarrow \ H_{2}O\ +\ S_{2}O_{5}^{2-}} }
(2) {\displaystyle \mathrm {SO_{3}^{2-}\ +\ SO_{2}\ \rightarrow \ S_{2}O_{5}^{2-}} }

## الخواص
يوجد المركب في الشروط القياسية على شكل صلب بلوري أبيض اللون، وله انحلالية جيدة جداً في الماء.
في الأوساط الحمضية يتفكك المركب مطلقاً غاز ثنائي أكسيد الكبريت:
{\displaystyle \mathrm {K_{2}S_{2}O_{5}\ +\ 2\ HCl\ \rightarrow \ 2\ KCl\ +\ 2\ SO_{2}\ +\ H_{2}O} }

## الاستخدامات
يستخدم ميتابيكبريتيت البوتاسيوم ضمن الإضافات في الصناعات الغذائية، حيث له الرمز E 224 في الاتحاد الأوروبي، حيث يضاف كونه مضاد تأكسد ومادة حافظة.